# Mestna avtobusna linija št. 22 (Ljubljana)
Mestna avtobusna linija številka 22 KAMNA GORICA – FUŽINE P+R je ena izmed 33 avtobusnih linij javnega mestnega prometa v Ljubljani. Poteka v smeri zahod - vzhod in obide strogi center mesta (tangencialna linija). Linija predstavlja hitro povezavo med Bežigradom in Šiško ter povezuje Kamno gorico in Zgornjo Šiško z Bežigradom, Mostami in parkiriščem Parkiraj in se pelji (P+R) Fužine.

## Zgodovina
Proga 22 je bila prva proga mestnega prometa v Ljubljani, ki je obšla strogi center mesta in je pri potnikih naletela na odobravanje. Proga je bila zamišljena kot delavska proga, saj je omogočala hitro povezavo med Šiško in Bežigradom ter Mostami, kjer je bilo več večjih podjetij (Litostroj, Avtomontaža, Integral, Industrijska cona Moste, Ljudska pravica, Termoelektrarna, Teol, Saturnus, Izolirka...) in stanovanjskih objektov. Avtobusi so prvič po novi progi zapeljali 1. decembra 1982, in sicer tedaj na odseku Litostroj – Štepanjsko naselje.  Ker je bila proga skozi Šiško prekratka in ker se je zaradi izgradnje blokov v Kosezah, Zapužah in Draveljski gmajni tam povečalo število prebivalcev, so 7. januarja 1985 progo podaljšali vse do Kamne Gorice. Zaradi tega so bile istega dne ukinjene vožnje po Litostrojski cesti od Celovške ceste do obračališča Litostroj. Sprva so avtobusi na podaljšani trasi obratovali le v času od 5.00 do 21.00.
Po trasi Kamna Gorica – Štepanjsko naselje je proga nato obratovala vse do novembra 2003, ko so jo preusmerili iz Štepanjskega naselja v Nove Fužine, kjer ima na Chengdujski cesti z linijo 20 urejeno obračališče. Spremembi je botrovalo dejstvo, da imajo prebivalci Štepanjskega naselja s Šiško neposredno avtobusno povezavo s progo št. 5, ki vozi v Podutik. Zaradi spremembe se tedaj vozni časi in intervali niso spremenili.
Decembra 2012 je bil ob križišču med Chengdujsko in Zaloško v Fužinah vzpostavljen sistem Parkiraj in se pelji (P+R).

## Trasa
- smer KAMNA GORICA – FUŽINE P+R: Kamnogoriška cesta - Ulica bratov Babnik - Podutiška cesta - Šišenska cesta - Celovška cesta - Drenikova ulica - Samova ulica - Dunajska cesta - Linhartova cesta - krožišče Žale - Pokopališka ulica - Šmartinska cesta - Kajuhova ulica - Zaloška cesta - Pot na Fužine - Nove Fužine - Chengdujska cesta.
- smer FUŽINE P+R – KAMNA GORICA: Chengdujska cesta - Nove Fužine - Pot na Fužine - Zaloška cesta - Kajuhova ulica - Šmartinska cesta - Pokopališka ulica - krožišče Žale - Linhartova cesta - Dunajska cesta - Samova ulica - Drenikova ulica - Celovška cesta - Šišenska cesta - Podutiška cesta - Ulica bratov Babnik - Kamnogoriška cesta - Plešičeva ulica.

## Režim obratovanja
Linija obratuje samo ob delavnikih, tj. od ponedeljka do petka med 5.00 in 22.25. Najpogosteje avtobusi vozijo v jutranji in popoldanski konici.

### Preglednica časovnih presledkov v minutah
delavnik
| ura           | 1.9. - 25.6. | 26.6. - 31.8. |
| ------------- | ------------ | ------------- |
| 5.00 - 6.00   | 20           | 20-30         |
| 6.00 - 6.55   | 12-15        | 25            |
| 6.55 - 8.00   | 13-15        | 30            |
| 8.00 - 9.00   | 15           | 32            |
| 9.00 - 11.45  | 20           | 32            |
| 11.45 - 13.00 | 20           | 32            |
| 13.00 - 17.00 | 12-15        | 30            |
| 17.00 - 18.30 | 20           | 32            |
| 18.30 - 20.00 | 20           | 30            |
| 20.00 - 22.25 | 25-30        | 30            |

- Vsako leto ob dnevu reformacije 31. oktobra in prazniku spomina na mrtve 1. novembra linija št. 22 obratuje v 20- minutnih intervalih. V tem času obratujejo zgibni avtobusi. [2]